# Cluster One
Cluster One (en español: Agrupación 1ª- En clara alusión a ex-miembros de la banda) es una pieza instrumental del grupo británico, de rock Progresivo, Pink Floyd. Pertenece al disco The Division Bell, el décimo cuarto de dicho grupo. La canción, fue escrita por Richard Wright y David Gilmour y producida por Bob Ezrin y Gilmour.
La pieza dura cerca de 5:58. El ruido que abre la pista causó una cierta confusión entre los aficionados en 1994, que no estaban seguros, al tocar el álbum por primera vez, si su copia era defectuosa, ya que el ruido dura casi un minuto antes de que comience la música. Según una entrevista con Andy Jackson, ingeniero de grabación para el álbum, este ruido es el ruido electromagnético del viento solar. Luego viene el piano, que lo interpreta Wright. La guitarra, por parte de Gilmour, comienza al mismo tiempo que la batería, de Nick Mason. Desde el principio de la canción, se puede escuchar un pito que va cambiando de tono hasta llegar a la guitarra y batería.
Es el único tema del disco The Division Bell que no ha sido interpretado en vivo por la banda o sus miembros.
También el inicio de Cluster One fue tomado para grabar el instrumental de 22 minutos, Soundscape, que sólo aparece en la versión de casete del álbum en directo, Pulse.

## Créditos
- David Gilmour - Guitarra (escritor) (productor)
- Richard Wright - Piano (escritor)
- Nick Mason - Batería
- Bob Ezrin - (productor)